# Emily Chebet Kipchumba
Emily Chebet Kipchumba (16 febbraio 1998) è una mezzofondista e maratoneta keniota.

## Palmarès
| Anno | Manifestazione   | Sede        | Evento       | Risultato | Prestazione | Note                          |
| ---- | ---------------- | ----------- | ------------ | --------- | ----------- | ----------------------------- |
| 2015 | Mondiali allievi | Cali        | 3000 m piani | Argento   | 9'02"92     | Miglior prestazione personale |
| 2015 | Africani U18     | Réduit      | 1500 m piani | 5ª        | 4'25"36     | Miglior prestazione personale |
| 2015 | Africani U20     | Addis Abeba | 5000 m piani | 4ª        | 17'06"59    | Miglior prestazione personale |

## Campionati nazionali
2023
- 10ª ai campionati kenioti, 10000 m piani - 33'01"15

## Altre competizioni internazionali
2021
- 7ª alla Maratona di Istanbul ( Istanbul) - 2h30'25"

2022
- 4ª alla Maratona di Buenos Aires ( Buenos Aires) - 2h29'50"
- 12ª alla Mezza maratona di Buenos Aires ( Buenos Aires) - 1h11'28"

2023
- Bronzo alla Milano Marathon ( Milano) - 2h28'08"
- 5ª alla Maratona di Abu Dhabi ( Abu Dhabi) - 2h29'52"

2024
- 4ª alla Maratona di Rotterdam ( Rotterdam) - 2h24'49"
- Bronzo alla Mezza maratona di Lisbona ( Lisbona) - 1h12'09"